# کارمن اشتفان
کارمن اشتفان (به آلمانی: Carmen Stephan) (زادهٔ ۱ اوت ۱۹۷۴ در برشینگ) نویسنده و روزنامه‌نگار اهل آلمان است.

## زندگی
کارمن اشتفان در ۱ اوت ۱۹۷۴ در برشینگ بایرن زاده شد. او به عنوان روزنامه‌نگار آزاد در مجلاتی نظیر «اس‌زد مگزین» (به آلمانی: SZ-Magazin)، «بریگیت» (به آلمانی: Brigitte)، «دو» (به آلمانی: Du) و «فاس» (به آلمانی: FAS) فعالیت کرده و مدتی نیز در اشپیگل آنلاین فعالیت داشت. او برای کار و زندگی مدتی را در مادرید، دوبلین، هامبورگ و مونیخ گذراند و همچنین در فاصلهٔ سال‌های ۲۰۰۲ تا ۲۰۰۴ را در ریودوژانیرو به سر برد. و در آن‌جا بر روی آثار اسکار نیمایر کار کرد.
اشتفان سال ۲۰۰۵ یک اثر داستانی را با عنوان «داستان‌های برزیل» منتشر کرد. و در سال ۲۰۱۲ اولین نخستین رمانش را با عنوان «مال آریا» منتشر کرد. این رمان ۲۰۶ صفحه‌ای داستانی دربارهٔ مرگ و زندگی است که از زبان حشره‌ای روایت می‌شود که نویسندهای به نام کارمن را گزیده و به واسطهٔ این کار خونش با خون او آمیخته شده، تبدیل به یک راوی توانا می‌شود و هرچه داستان جلو می‌رود ارتباط این راوی با قهرمان داستان و مخاطب او عمیق‌تر می‌شود.

## آثار
- ۲۰۰۵ — داستان‌های برزیل (داستان کوتاه)
- ۲۰۱۲ — مال آریا (رمان)

## جوایز
کارمن اشتفان برای نگارش نخست رمانش با عنوان «مال آریا» به عنوان برندهٔ سال ۲۰۱۲ جایزهٔ ادبی بنیاد یورگن پونتو معرفی شد. این اثر که از زاویهٔ دید یک حشره روایت می‌شود، رمان تمثیلی از کنترل‌ناپذیری زندگی و مسایل مهم انسانیت است. جایزهٔ یورگن پونتو که از سال ۱۹۷۸ به نویسندگان جوان اهدا می‌شود، برای حمایت از هنرمندان جوان هر سال این جایزهٔ ادبی ۱۵ هزار یورویی را به نویسندگانی اهدا می‌کند که با نوشتن نخستین رمان، قابلیت ویژهٔ ادبی خود را بروز داده‌اند. این جایزه ۱۱ دسامبر ۲۰۱۲ به اشتفان اهدا شد.

## پی‌نوشت
1. ↑  نیازاده، «جایزهٔ نویسندگان جوان...»، ایبنا.
2. ↑  نیازاده، «جایزهٔ نویسندگان جوان...»، ایبنا.
3. ↑  نیازاده، «جایزهٔ نویسندگان جوان...»، ایبنا.
4. ↑  نیازاده، «جایزهٔ نویسندگان جوان...»، ایبنا.
5. ↑  نیازاده، «جایزهٔ نویسندگان جوان...»، ایبنا.
6. ↑  نیازاده، «جایزهٔ نویسندگان جوان...»، ایبنا.
7. ↑  نیازاده، «جایزهٔ نویسندگان جوان...»، ایبنا.
8. ↑  نیازاده، «جایزهٔ نویسندگان جوان...»، ایبنا.